# Carl Luython
Carl Luython, także Charles, Carolus lub Karel Luyton, Luton, Leuthon (ur. około 1556 w Antwerpii, zm. w sierpniu 1620 w Pradze) – franko-flamandzki kompozytor.

## Życiorys
Jako młodzieniec był członkiem chóru cesarskiego na dworze cesarskim w Wiedniu, tam do grona jego nauczycieli mogli należeć Jacobus Vaet i Philippe de Monte. Skomponował dwie msze dla cesarza Maksymiliana II. W 1571 roku wyjechał do Włoch, od 1576 roku przebywał ponownie na dworze cesarskim w Wiedniu i Pradze, gdzie był członkiem zespołu instrumentalnego, a od 1577 roku również nadwornym organistą. W 1596 roku objął stanowisko pierwszego organisty nadwornego oraz nadwornego kompozytora. Po śmierci cesarza Rudolfa II w 1612 roku utracił posadę i popadł w kłopoty finansowe, zmarł w biedzie.

## Twórczość
Opublikował księgę madrygałów (Wenecja 1582), ponadto Popularis anni jubilus na 6 głosów (Praga 1587), Selectissimarum sacrarum cantonium na 6 głosów (Praga 1603), Opus musicum in Lamentationes Hieremiae prophetae na 6 głosów (Praga 1604) i Liber primus missarum na 3–7 głosów (Praga 1609).
Jego motety i msze reprezentują typową polifonię niderlandzką 2. połowy XVI wieku. W swoich nielicznych utworach organowych wykorzystywał jako jeden z pierwszych kompozytorów styl fugowany, rozwinięty dopiero w dojrzałym baroku. Największą popularnością cieszyła się jego wielokrotnie publikowana Fuga suavissima, złożona z trzech części, gdzie w każdej imitacje jednej frazy tematycznej przeplatane są fragmentami o charakterze wirtuozowskim.
Według informacji przekazanej przez Michaela Praetoriusa miał skonstruować instrument klawiszowy wyposażony w trzy klawiatury, z których każda pozwalała na wygranie dźwięków jednej z trzech skal: diatonicznej, chromatycznej lub enharmonicznej.